# Oddychanie
Oddychanie (łac. respiratio – oddychanie) – procesy życiowe związane z uzyskiwaniem przez organizmy energii użytecznej biologicznie:
1. Oddychanie zewnętrzne, respiracja, oddychanie – zespół procesów fizjologicznych, podczas których ze środowiskiem wymieniane są gazy oddechowe.
2. Oddychanie komórkowe, oddychanie wewnętrzne, utlenianie biologiczne, oddychanie – proces metaboliczny polegający na uzyskiwaniu energii użytecznej biologicznie podczas utleniania substratów

Procesy te często są sprzężone, jednak nie zawsze muszą być powiązane bezpośrednio, co może prowadzić do niejednoznaczności. Ponadto definicje podawane przez specjalistów z różnych dziedzin kładą nacisk zwykle na jeden z tych aspektów, czasem bagatelizując drugi. Oddychanie zewnętrzne jest konieczne dla organizmów, u których w oddychaniu komórkowym biorą udział gazy (jako substraty lub produkty). Jest ono podkreślane w definicjach spotykanych w zoologii lub medycynie. Oddychanie jest wówczas definiowane jako proces wymiany gazów pomiędzy organizmem a jego środowiskiem, zapewniający dopływ tlenu do tkanek i stałe usuwanie dwutlenku węgla, a celem ostatecznym jest zdobycie podczas procesu utleniania substancji organicznych energii potrzebnej do życia. Istnieją jednak organizmy, u których występuje wyłącznie oddychanie komórkowe, zupełnie niezwiązane z wymianą gazów (np. organizmy beztlenowe). W związku z tym oddychanie często definiowane jest jako ogół procesów prowadzących do uzyskania energii niezbędnej do pozostałych procesów życiowych w drodze utleniania związków organicznych, przy czym u organizmów oddychających tlenowo oddychanie obejmuje też procesy wymiany gazowej.
W materiałoznawstwie oddychaniem określa się zdolność materiałów do wybiórczego przepuszczania gazów (w tym pary wodnej).

## Respiracja, oddychanie zewnętrzne
Oddychanie zewnętrzne – inaczej wymiana gazowa między otoczeniem a organizmem żywym – jedna z podstawowych czynności organizmu, złożony proces biologiczny zachodzący bezustannie w organizmie, polegający na dostarczaniu do komórek organizmu gazów niezbędnych do uwolnienia energii użytecznej biologicznie. Oddychanie zewnętrzne zachodzi przez powłoki komórki i ciała. Jest procesem związanym z wymianą gazową, jednak nie są to pojęcia tożsame. W przypadku, gdy oddychanie powłokami ciała jest niewystarczające, np. ciało organizmu pokryte jest trudno przepuszczalną warstwą (naskórek, oskórek), zachodzi ono głównie w wybranych miejscach dzięki wentylującym ruchom oddechowym. Umożliwia to kontrolę nad wymienianiem i transportem gazów, nie tylko związanych z oddychaniem.

## Oddychanie wewnętrzne
Oddychanie komórkowe – nazywane oddychaniem – wielostopniowy proces utleniania związany z wytwarzaniem energii użytecznej metabolicznie. Ze względu na środowisko życia organizmu rozróżniamy oddychanie tlenowe (przy udziale tlenu pobieranego z powietrza lub z wody) i oddychanie beztlenowe, które odbywa się w środowisku beztlenowym.
U organizmów fotosyntetyzujących wymiana gazowa związana jest nie tylko z wymianą gazów oddechowych, ale również z pobieraniem dwutlenku węgla będącego substratem fotosyntezy i wydaleniem tlenu będącego jej produktem ubocznym. Podobnie jest u organizmów pochłaniających lub wydalających gazy podczas chemosyntezy (np. bakterii metanowych) oraz innych procesów metabolicznych. Dlatego w przypadku roślin, grzybów, protistów i prokariontów stosowanie pojęcia oddychanie w znaczeniu innym niż oddychanie komórkowe jest rzadkie i może mieć charakter potoczny.